# 藤原カムイ
藤原 カムイ（ふじわら カムイ、1959年9月23日 - ）は、日本の漫画家。東京都荒川区出身。男性。
私立本郷高校デザイン科を経て、桑沢デザイン研究所卒業。竹熊健太郎は桑沢時代の友人。
幼少の頃からマンガを描き、1979年、第18回手塚賞佳作でデビュー（「いつもの朝に」（藤原領一名義）。同期受賞者に北条司、野部利雄がいる）。商業誌デビューは1981年に『マンガ宝島』（宝島社）に掲載された「バベルの楽園」（藤原神居名義）。以降、オリジナリティのある繊細な画風が話題となり、様々な雑誌で独自の世界観に基づく短編作品を多く発表する。
1987年より『月刊コミックバーガー』（スコラ）で寺島優原作の『雷火』、1991年には『月刊少年ガンガン』（スクウェア・エニックス）で川又千秋原作の『ドラゴンクエスト列伝 ロトの紋章』を連載し、人気となる。
代表作に『雷火』『ドラゴンクエスト列伝 ロトの紋章』『西遊記』『精霊の守り人』など。
大友克洋同様、メビウスより多大な影響を受けており、繊細な絵が特徴。ペンネームの由来は、アイヌ語で神や森羅万象を表す「カムイ」からで、高校時代より使い始める。
押井守原作『犬狼伝説』と『犬狼伝説 完結篇』で作画を担当。押井の作品『御先祖様万々歳!』が好きで久々にハマりましたと発言している。『アサルトガールズ』トリビュートコミック「アサルトガールズ・ボーナスステージ」も書いている。
阪神・淡路大震災の復興チャリティユニットとして声優の神谷明の呼びかけで結成されたWITH YOUのロゴデザインを務めている。

## 仕事一覧

### デザイン
- エルヴァンディアストーリー（キャラクターデザイン）
- 天地創造（キャラクターデザイン）
- グランディア エクストリーム（キャラクターデザイン）
- 46億年物語 はるかなるエデンへ（キャラクターデザイン）
- アド・バード（キャラクターデザイン、制作中止）
- 地球防衛未亡人（ユニフォームデザイン）

### 漫画作品
各作品の詳細などについてはリンク先の各記事を参照。
- 2022年10月現在。

|  | 連載作品 |  | 短編集 |

### 未単行本化漫画
- 週刊マンガ日本史（朝日新聞出版）
  - 創刊号「卑弥呼」
  - 第16号「雪舟」
  - 他に付録「日本史人物カード」の絵を「毎号9枚×50号＝450枚」描いた。
- 週刊マンガ世界の偉人（朝日新聞出版）
  - 第80号「アームストロング」
  - 他に付録「世界史人物カード」の絵を「毎号9枚×50号＝450枚」描いた。
- 銀色のうさぎ（ケロケロエース、2012年8月号）原案久保淳 / 脚本伊藤和典 マンガアニメーションとしても配信
- 異世界に転生したら投資を勧められた件 - YouTubeチャンネル「ビジネスドライブ！」で公開された。(株式会社SBI証券, 2021年11月19日 - 2022年1月29日)
- ゾディアック・リヴォルバー[5] - 藤原がデザインしたFujiwara Kamui Verse〜Antiqua Reincarnation〜（カムイバースプロジェクト・アンティクア・リインカーネーション）プロジェクトの一環[6][7]

### 挿絵
- 「半熟せりかの探偵ごっこ」シリーズ（1984年 - 1988年、コバルト文庫、著：久美沙織）
  - 季刊小説誌「Cobalt」掲載時から担当。単行本カバーは描きおろし（「3時のおやつに毒薬を」「碧い宝石箱」「ありがちのラブ・ソング」「百九十センチの迷惑」）。
  - 久美の小説をモチーフとしたイメージアルバム「MYSTERIOUS BEAUTY」（1985年、日本コロムビア） - ジャケット及びライナー（イラスト）。
- イース―失われた王国（1988年、角川文庫―スニーカー文庫、著：飛火野耀）
- ノーベル 未来へのメッセージ（2022年4月13日、著：大野進、講談社青い鳥文庫） 全1巻

### ゲーム
- ワールド・ネバーランド　- パッケージなどのデザイン
- 46億年物語 - パッケージイラスト SFC版 エニックス
- 天地創造 - キャラクターデザイン SFC エニックス
- グランディアエクストリーム - キャラクターデザイン PS2 エニックス
- 特撮世代のための正義と愛と力の新感覚カードゲーム　スーパーヒーローvs悪の帝国 - イラスト全般 カードゲーム　翔企画

### アニメ
- 「ザ・チョコレートパニック・ピクチャーショー」（1985年）
「チョコレート・パニック」のアニメ化。藤原カムイは原作だけでなく企画・構成等にも連名だがクレジットされている。
- 「王立宇宙軍 オネアミスの翼」
プロダクションデザインとレイアウトデザインの一人として参加していた[要出典]。
- 「地底人Ⅱ クリスマスはエエド」

## アシスタント
- 伊藤勢
- 杉浦守